# Carl Gunnarsson
Carl Gunnarsson (* 9. November 1986 in Örebro) ist ein ehemaliger schwedischer Eishockeyspieler. Der Verteidiger bestritt zwischen 2009 und 2021 über 600 Partien für die Toronto Maple Leafs und die St. Louis Blues in der National Hockey League (NHL). Dabei gewann er mit den Blues in den Playoffs 2019 den Stanley Cup. Zum errang er mit der schwedischen Nationalmannschaft unter anderem eine Silbermedaille bei der Weltmeisterschaft 2011.

## Karriere
Carl Gunnarsson begann seine Karriere in seiner Heimatstadt in der Jugend des Örebro HK, für dessen Profimannschaft er in der Saison 2003/04 sein Debüt in der HockeyAllsvenskan gab, wobei er in seinem Rookiejahr in 43 Spielen auf vier Assists kam. Anschließend wechselte der Verteidiger zum Linköping HC, für den er in der folgenden Spielzeit nur im Nachwuchsbereich eingesetzt wurde. In der Saison 2005/06 spielte Gunnarsson erstmals in der Elitserien, wobei er in 14 Spielen punkt- und straflos blieb. Zudem lief er in dieser Spielzeit in 12 Partien für den Zweitligisten IFK Arboga auf.
In den Jahren 2007 und 2008 wurde Gunnarsson jeweils Vizemeister mit Linköping, wobei er in der Saison 2006/07 auch 15 Mal für VIK Västerås HK in der HockeyAllsvenskan auflief. In der Saison 2008/09 stand der Linksschütze in allen vier Gruppenspielen für seine Mannschaft in der neu gegründeten Champions Hockey League auf dem Eis.
Am 3. Juni 2009 wurde der Schwede von den Toronto Maple Leafs aus der National Hockey League unter Vertrag genommen, die ihn zuvor im NHL Entry Draft 2007 in der siebten Runde als insgesamt 194. Spieler ausgewählt hatten.
Nach vier Jahren in Toronto gaben ihn die Maple Leafs im Juni 2014 samt einem Viertrundenwahlrecht für den NHL Entry Draft 2014 an die St. Louis Blues ab, die im Gegenzug Roman Polák nach Toronto transferierten.
Mit den Blues gewann Gunnarsson in den Playoffs 2019 den Stanley Cup. Nach der Spielzeit 2020/21 erklärte er seine aktive Karriere für beendet, in der er letztlich 629 NHL-Partien absolviert hatte.

### International
Für Schweden nahm Gunnarsson an der U18-Junioren-Weltmeisterschaft 2004 sowie den Weltmeisterschaften 2009 und 2010 teil.

## Erfolge und Auszeichnungen
- 2007 Schwedischer Vizemeister mit Linköpings HC
- 2008 Schwedischer Vizemeister mit Linköpings HC
- 2019 Stanley-Cup-Gewinn mit den St. Louis Blues

### International
- 2009 Bronzemedaille bei der Weltmeisterschaft
- 2010 Bronzemedaille bei der Weltmeisterschaft
- 2011 Silbermedaille bei der Weltmeisterschaft

## Karrierestatistik

### International
Vertrat Schweden bei:
- Weltmeisterschaft 2009
- Weltmeisterschaft 2010
- Weltmeisterschaft 2011

(Legende zur Spielerstatistik: Sp oder GP = absolvierte Spiele; T oder G = erzielte Tore; V oder A = erzielte Assists; Pkt oder Pts = erzielte Scorerpunkte; SM oder PIM = erhaltene Strafminuten; +/− = Plus/Minus-Bilanz; PP = erzielte Überzahltore; SH = erzielte Unterzahltore; GW = erzielte Siegtore; 1 Play-downs/Relegation; Kursiv: Statistik nicht vollständig)